# Cambacica
A cambacica (Coereba flaveola, Linnaeus, 1758) é um pássaro da família dos Coerebidae, sendo a única espécie do gênero Coereba, muito comum em jardins e quintais. Tem larga distribuição na América e também é conhecida popularmente no Brasil pelos nomes de sibito, sebito, sibite, papo-amarelo, caga-sebo, sebinho, siurinha e mariquita. Em inglês é mais conhecida como bananaquit e em espanhol entre seus vários nomes estão reinita, mielera, pinchaflor, santa marta, cazadorcita e picaflor. Desde 1970 é a ave oficial das Ilhas Virgens Americanas e está presente em seu brasão.

## Etimologia
Conforme o Dicionário de Tupi Antigo, cambacica vem do tupi makasyka, donde o nome antigo da ave, macacica, conforme descrita por Gabriel Soares de Souza em 1587.

## Taxonomia
A cambacica foi denominada e descrita pela primeira vez como Certhia flaveola por Lineu em 1758, em sua obra Systema Naturae. Em 1809 Louis Vieillot a reclassificou como a única espécie do gênero Coereba, permanecendo assim até 2005, mas atualmente não há mais consenso em sua classificação, embora o Integrated Taxonomic Information System (ITIS) ainda tenha a antiga como válida. Alguns autores hoje consideram o gênero Coereba um taxon obsoleto e o colocam provisoriamente nas famílias Fringillidae, Emberizidae ou Thraupidae, e para a American Ornithologists' Union a espécie não tem uma localização taxonômica definida (incertae sedis).
As subespécies de Coereba flaveola reconhecidas pelo ITIS são as seguintes: alleni (Lowe, 1912); aterrima (Lesson, 1830); atrata (Lawrence, 1878); bahamensis (Reichenbach, 1853); bananivora (Gmelin, 1789); barbadensis (Baird, 1873); bartholemica (Sparrman, 1788); bolivari (Zimmer & W. H. Phelps, 1946); bonairensis (Voous, 1955); caboti (Baird, 1873); caucae (Chapman, 1914); cerinoclunis (Bangs, 1901); chloropyga (Cabanis, 1850); columbiana (Cabanis, 1866); dispar (Zimmer, 1942); ferryi (Cory, 1909); flaveola (Linnaeus, 1758); frailensis (Phelps & Phelps, 1946); gorgonae (Thayer & Bangs, 1905); guianensis (Cabanis, 1850); intermedia (Salvadori & Festa, 1899); laurae (Lowe, 1908); lowii (Cory, 1909); luteola (Cabanis, 1850); magnirostris (Taczanowski, 1880); martinicana (Reichenbach, 1853); melanornis (Phelps & W. H. Phelps Jr, 1954); mexicana (P. L. Sclater, 1857); minima (Bonaparte, 1854); montana (Lowe, 1912); nectarea (Wetmore, 1929); newtoni (Baird, 1873); oblita (Griscom, 1923); obscura (Cory, 1913); pacifica (Lowe, 1912); portoricensis (H. Bryant, 1866); roraimae (Chapman, 1929); sanctithomae (Sundevall, 1870); sharpei (Cory, 1886); tricolor (Ridgway, 1884); uropygialis (Berlepsch, 1892).
Ainda não é claro se as muitas subespécies insulares devem ser ou não elevadas a espécies, mas estudos filogenéticos revelaram a existência de três clades distintos: o grupo da Jamaica, Hispaníola e Ilhas Cayman, o grupo das Bahamas e Quintana Roo, e o grupo das Américas do Sul e Central, México (exceto Quintana Roo), Antilhas Menores e Porto Rico. Vários taxa ainda não têm amostras, mas em sua maioria são facilmente colocáveis em alguns dos clades acima citados, a partir de critérios puramente zoogeográficos. Exceções são as subespécies oblita (Ilha de Santo Andrés) e tricolor (Ilha de Providência), cuja situação é incerta.

## Descrição
A cambacica pesa em média 9,5 g, mede de 10,5 a 11,5 cm, tem o bico fino, escuro e levemente curvo, pernas e cauda curtas, e sua coloração em geral segue o seguinte esquema: a garganta cinzenta, o peito e abdome amarelo-limão, o dorso vai do amarronzado ao cinza-chumbo escuro, e na cabeça, preta, destaca-se uma larga risca branca superciliar. Pelo seu aspecto muitos a comparam a um bem-te-vi em miniatura. As várias subespécies podem ter coloração ligeiramente variada, mas há algumas inteiramente negras, enquanto outras podem ter menos cores ou cores menos definidas. Não existe dimorfismo sexual significativo, salvo alguma variação nos tons das cores: a cabeça das fêmeas pode ser mais escura, o papo mais claro e o ventre de um amarelo mais oliváceo. Os exemplares jovens têm cores mais opacas que os adultos.

## Ocorrência

Brasão das Ilhas Virgens Americanas, com uma cambacica ao centro

Segundo a IUCN a cambacica é nativa dos seguintes países e territórios: Anguila; Antígua e Barbuda; Argentina; Aruba; Bahamas; Barbados; Belize; Bolívia; Brasil; Colômbia; Costa Rica; Cuba; Curaçau; Dominica; República Dominicana; Equador; Estados Unidos; Granada; Guadalupe; Guatemala; Guiana; Guiana Francesa; Haiti; Honduras; Ilhas Caimã; Ilhas Virgens Americanas; Ilhas Virgens Britânicas; Ilhas Turcas e Caicos; Jamaica; Martinica; México; Monserrate; Nicarágua; Países Baixos Caribenhos; Panamá; Paraguai; Peru; Porto Rico; Santa Lúcia; São Cristóvão e Neves; São Martinho; São Vicente e Granadinas; Suriname; Trindade e Tobago e Venezuela.
É entretanto mais comum na área que vai do sul do México até o norte da Argentina, em zonas de baixa altitude, e raramente ocorre em montanhas. A densidade populacional nas áreas de ocorrência varia muito; na Florida e Cuba é vista apenas ocasionalmente, assim como na Amazônia e no Pantanal brasileiros, mas em Porto Rico é a ave mais comum. Seus habitats também são muito diversificados, sendo encontrada desde nas florestas tropicais e algumas áreas desérticas até nas zonas urbanas e áreas de grande degradação ambiental. Graças à sua grande população e adaptabilidade, a cambacica não é considerada uma espécie ameaçada.

## Comportamento e reprodução

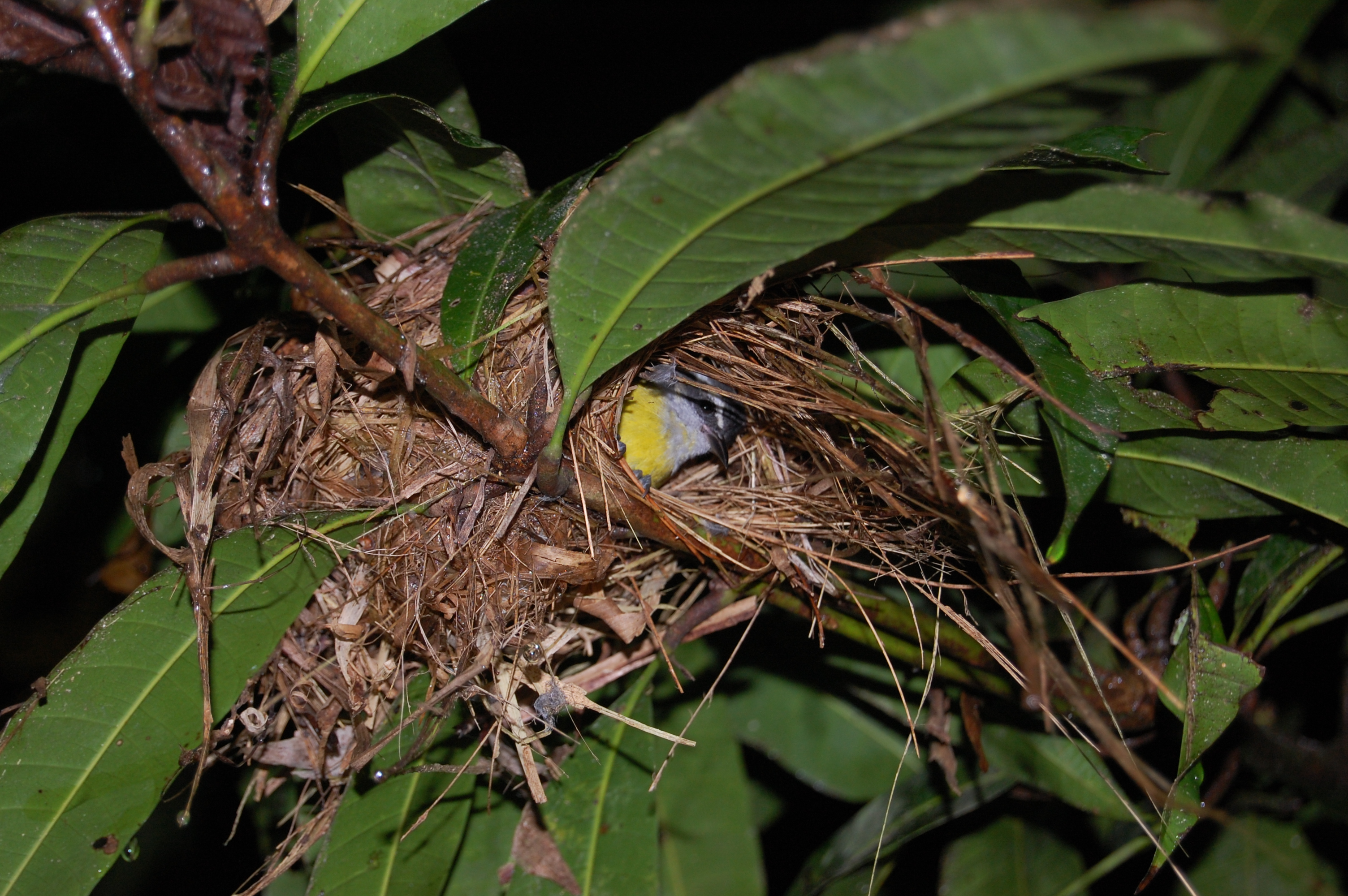
Um ninho.

A cambacica é conhecida por ser um pássaro ágil e irrequieto, tendendo a apresentar hábitos solitários e nômades. Não parece ser territorial, nem os machos disputam fêmeas com outros machos. Em zonas habitadas pelo homem desenvolve muita familiaridade para com este, permitindo aproximação a pouca distância, chegando inclusive a penetrar em residências em busca de alimento. Machos e fêmeas que não estão envolvidos na procriação constroem ninhos individuais para pernoite, de forma aproximadamente esférica e com uma entrada baixa e larga, usando grama, folhas, penas, teias de aranha, fibras vegetais, incluindo às vezes materiais fabricados pelo homem, como papéis, plástico e cordões, numa organização frouxa. Sua confecção leva de duas a quatro horas.
Antecede a reprodução uma corte realizada pelo macho, que canta em torno de seu próprio ninho e o da fêmea com que pretende acasalar. Quando a fêmea aceita a corte, desenvolve-se um ritual que inclui inclinações do corpo, meneios com a cabeça, raspagem e voo em várias direções. Depois do acasalamento inicia a construção do ninho de procriação, mais complexo do que o ninho individual e cujo material é providenciado pelo macho. Sua construção se estende por seis a oito dias; é mais alto e mais bem acabado, tem paredes mais espessas e uma entrada bem menor, voltada para baixo, protegida por um longo alpendre que se aproxima da entrada e a veda completamente. Entretanto, há bastante variação nas estruturas. Uma pesquisa de Wunderle e Pollock indicou que a cambacica prefere construir seu ninho em proximidade de ninhos de vespas, que lhe proporcionam uma proteção adicional. Enquanto a fêmea está ocupada, o macho mantém uma atitude protetora e permanece próximo. Depois que os ovos são postos o macho perde seu interesse, passando a viver em seu próprio ninho e cortejando outras fêmeas.
Embora as formas de reprodução possam variar ligeiramente entre as subespécies, tipicamente a cambacica constrói um ninho em que põe de um a três ovos de cor branco-creme, às vezes de tom rosado e com pintas marrons. Em geral ocorrem várias nidificações em um ano, transcorrendo um período de cinco meses dedicado à alimentação dos filhotes. Em algumas regiões a nidificação está sincronizada com as primeiras chuvas da estação úmida. A chocagem dos ovos e alimentação e proteção da prole são realizados quase exclusivamente pela fêmea.

## Alimentação

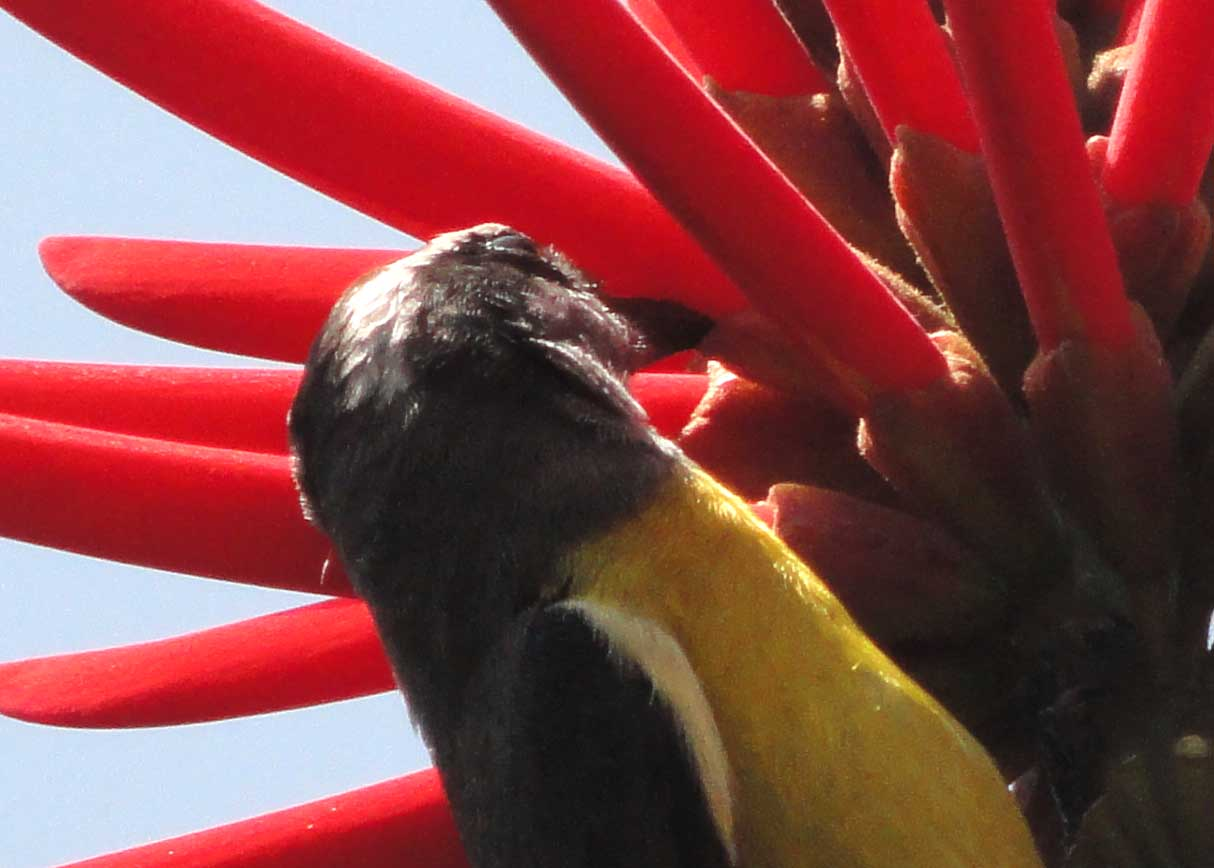
Uma cambacica se alimentando. Note-se como ela perfura a flor com seu bico para chegar ao néctar.

A cambacica é frequentemente comparada ao beija-flor pelo seu hábito de se alimentar do néctar das flores, sua principal fonte de nutrição. Para chegar ao alimento a cambacica desenvolveu grande habilidade acrobática, sendo vista muitas vezes pendurada de cabeça para baixo. Apesar de se alimentar nas flores, a cambacica não é um grande polinizador, pois em geral consegue o néctar perfurando a base ou a lateral da flor com seu bico agudo, permitindo que a língua atinja os nectários sem tocar nos estames e pistilos. Mas age como agente fecundante em alguns casos, a exemplo de espécies de bromélias, combretáceas e a solanácea Goetzea elegans. A simples pilhagem de néctar feita pela cambacica, sem polinizar a flor, não parece representar um prejuízo para a propagação das espécies vegetais assaltadas, permitindo a efetiva fecundação por outros agentes. Além do néctar ela também ingere frutas e pequenos artrópodes como aranhas e formigas. No Caribe ela pode chegar a causar significativo prejuízo nas culturas de frutas. Na hora da alimentação a cambacica pode se reunir em grupos e conviver com outras aves, mas as disputas de precedência não são raras.